# Charlie Airlines
Charlie Airlines operující jako Cyprus Airways je kyperská letecká společnost se sídlem v Larnace na zdejším letišti Larnaka. Byla založena v roce 2017, 1. června tohoto roku zahájila provoz. Společnost z 40 % vlastní ruské S7 Airlines a pomáhaly ji také založit. K srpnu 2018 létá do deseti destinací, má flotilu dvou letounů. V logu využívá symbol větvičky olivovníku, symbol míru.
Od 1. června 2018 létají Cyprus Airways dvakrát týdně také do Prahy. V srpnu téhož roku se rozhodlo, že linka nebude sezónní, ale celoroční, a to se stejným počtem frekvencí.

## Flotila
Provozuje 2 Airbusy A319 s kapacitou 144 míst.[kdy?][zdroj?]